# Hajime Kiso
Pour les articles homonymes, voir Kiso (homonymie).
Pas d'image ? Cliquez ici

a Compétitions nationales et continentales officielles uniquement.

b Matchs officiels uniquement.
Dernière mise à jour le 30 juin 2023.
Hajime Kiso (木曽 一, Kiso Hajime), né le 7 novembre 1978 à Osaka (Japon), est un joueur japonais de rugby à XV. Il joue deuxième ou troisième ligne. 

## Biographie
Hajime Kiso joue en club avec les Yamaha Jubilo, puis les NTT Shining Arcs.
Il est joue en équipe du Japon de rugby à XV entre 2001 et 2008, cumulant 32 sélections.
Il a disputé six matchs de la Coupe du monde 2003 et 2007.

## Palmarès
- Sélectionné en équipe du Japon de rugby à XV à 32 reprises
- Sélections par année : 2 en 2001, 8 en 2003, 3 en 2004, 3 en 2005, 9 en 2006, 6 en 2007, 1 en 2008.

- Participation à la Coupe du monde : 2003 (3 matchs disputés, 3 comme titulaire), 2003 (3 matchs disputés, 1 comme titulaire).